# Ilium (os)
Ilium sau osul iliac ori  Ilionul reprezintă partea superioară și în același timp ce mai mare în suprafață a osului coxal. Apare la majoritatea vertebratelor, inclusiv la mamifere și păsări, dar nu și la peștii osoși. Toate reptilele au ilium, cu excepția șerpilor, deși unele specii de șarpe au un os mic, care este considerat a fi un ilium.
La om este unit de restul coxalului printr-un cartilaj, care se sudează  treptat până la vârsta de 13-14 ani. Iliumul uman este divizibil în două părți, corpul (corpus ossis illii), situat inferior și aripa (ala ossis illi), situată postero-superior; separarea este indicată pe suprafața medială de o linie curbă, numită linia arcuată, iar pe suprafața externă de marginea acetabulului.
Numele provine din latină (ile, ilis), cu referire la „poală” sau „flanc”.

## Structura
Împreună cu oasele ischium și pubis, formează osul coxal.
Corpul (latină corpus) formează mai puțin de două cincimi din acetabul; și, de asemenea, face parte din fosa acetabulară. Suprafața internă a corpului face parte din structura pelvisului mic și oferă suport de inserție  obturatorului intern.
Aripa (latină ala) delimitează lateral pelvisul mare.

### Anatomie pe viu
Diametrele circumferinței superioare a pelvisului osos, cu referire la osul iliac, sunt:
- diametrul biiliac superior (sau bispinos antero-superior, reper: linia interspinoasă superioară) – care unește spinele iliace anterosuperioare
- diametrul biiliac inferior (sau bispinos postero-inferior, reper: linia interspinoasă inferioară) – care unește spinele iliace anteroinferioare
- diametrul transvers maxim (sau bicret, reper: linia bicretă) – care unește puntele cele mai ]ndepartate ale crestelor iliace

Se măsoară cel mai bine cu un goniometru (un instrument special proiectat pentru o astfel de măsurare se numește pelvimetru). Încercarea de a măsura diametrul biiliac cu o ruletă de-a lungul unei suprafețe curbate este incorectă.
Pelvimetria este utilă în obstetrică, deoarece un pelvis care este semnificativ prea mic sau chiar prea mare, poate duce la complicații. De exemplu, un copil mare care trebuie să se nască printr-un pelvis mic are un risc semnificativ de deces, cu excepția cazului în care se efectuează o cezariană.
De asemenea, pelvimetria este folosită de antropologi pentru a estima masa corporală.

## Imagini suplimentare

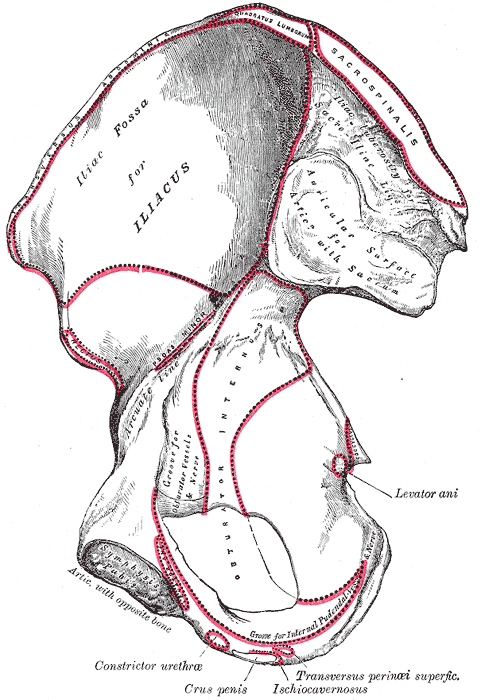
Fața internă a osului coxal drept
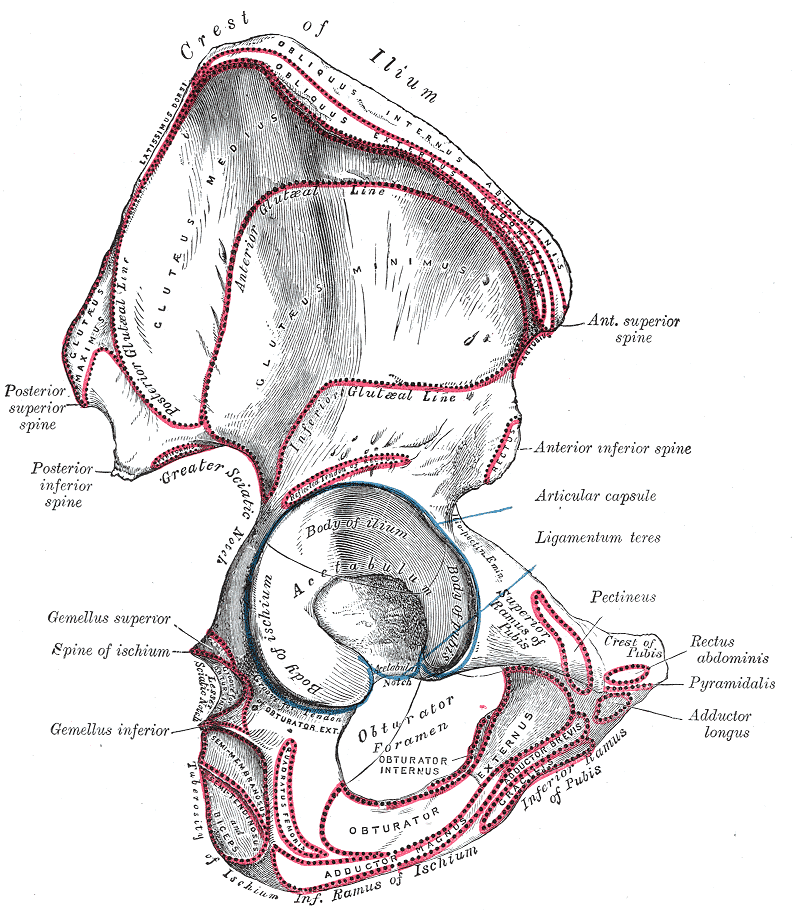
Fața externă a osului coxal drept.
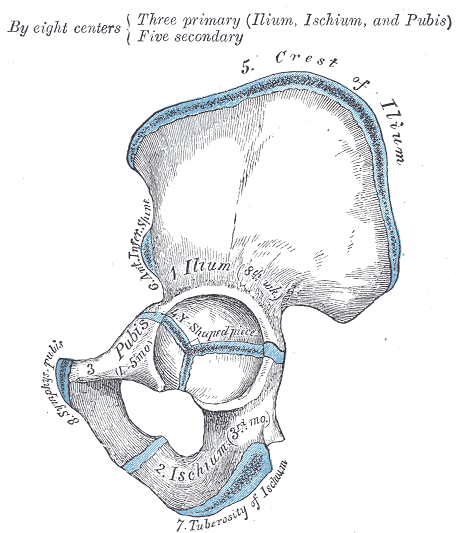
Planuri articulare a nivelul osului coxal, în copilărie
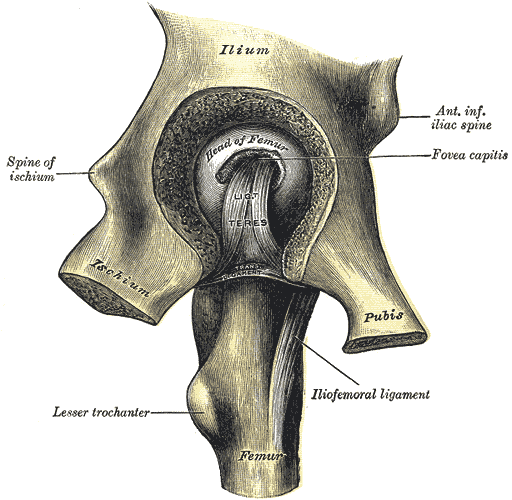
Perspectivă pelvină a articulației coxofemurale stângi, realizată prin îndepărtarea fosei acetabulare
Centura pelvină